# Bruce Goff
Bruce Alonzo Goff, né le 8 juin 1904 à Alton (Kansas) et mort le 4 août 1982 à Tyler (Texas), est un architecte américain connu pour son style à la fois organique, éclectique et souvent flamboyant.
Il commence sa carrière à douze ans comme apprenti chez Rush, Endacott and Rush de Tulsa (Oklahoma), dont il devient associé en 1930. C'est à cette époque qu'il dessine avec Adah Robinson la Boston Avenue Methodist Church de Tulsa, l'un des meilleurs exemples d'architecture Art déco aux États-Unis. Goff travaille ensuite principalement en Oklahoma, à Chicago et au Texas.
Les contributions de Goff à l'histoire architecturale du XXe siècle sont aujourd'hui largement reconnues. Les archives de ses divers travaux sont conservées et mises en valeur, depuis 1990, par les Ryerson & Burnham Libraries (en) de l'Art Institute of Chicago.

## Quelques œuvres

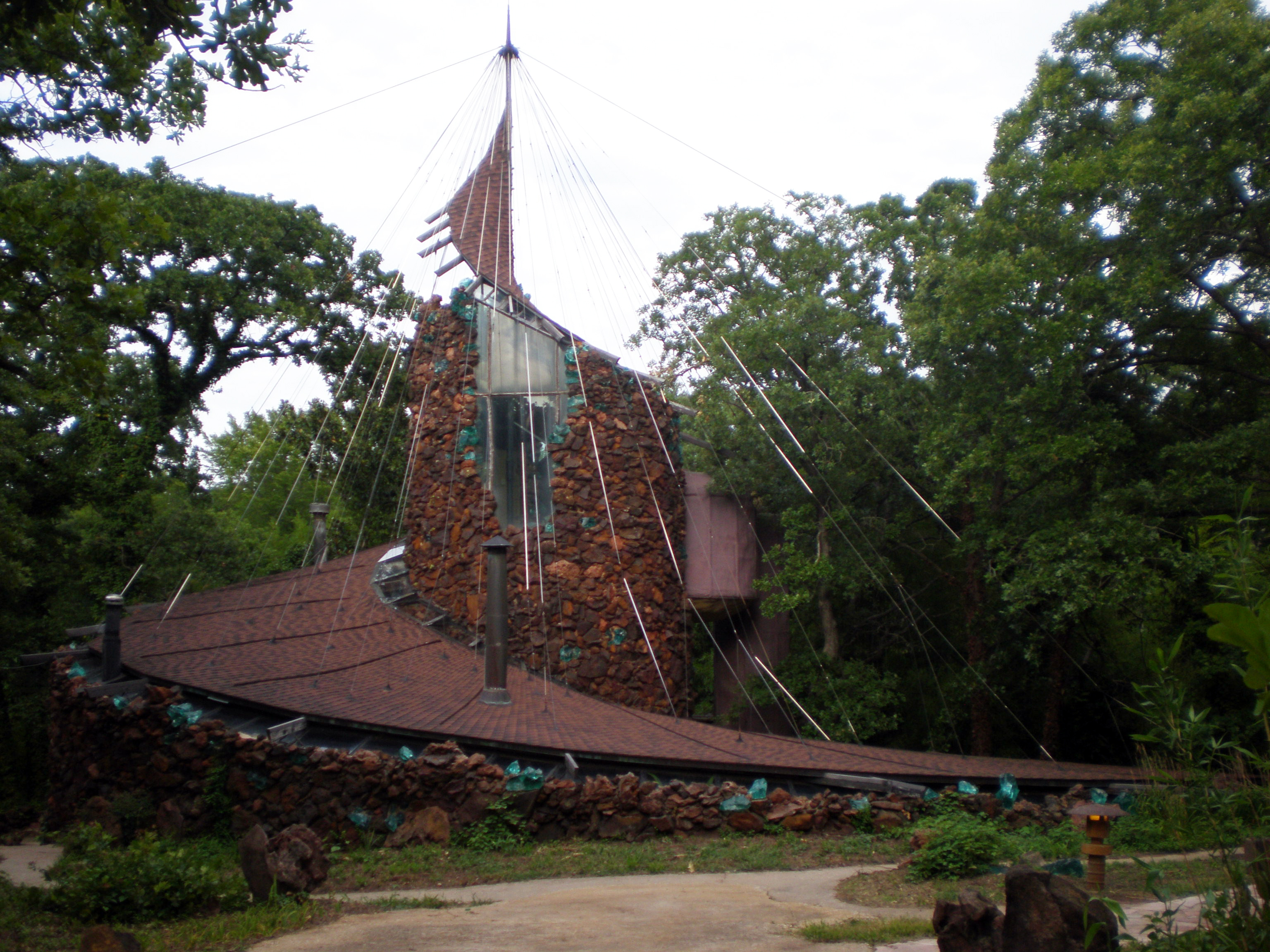
Bavinger House, vue extérieure

L'œuvre de Goff s'étend de 1926 jusqu'à sa mort en 1982. Parmi ses constructions les plus célèbres, on peut citer :
- 1926 : La Boston Avenue Methodist Church à Tulsa (Oklahoma),
- 1938 : La Turzak House à Chicago (Illinois),
- 1947 : La Ledbetter House à Norman (Oklahoma),
- 1950 : La Bavinger House à Norman (Oklahoma),
- 1955 : La John Frank House à Sapulpa (Oklahoma),
- 1959 : La Gryder House à Ocean Springs (Mississippi)[4],
- 1965 : Les Price House et Hyde House à Bartlesville (Oklahoma),
- 1971 : La Harder House à Montain Lake (Minnesota),
- 1978 : Le Pavilion for Japanese Art du musée d'art du comté de Los Angeles (achevé en 1985 par Bart Prince).